# Sevenoaks
Die Stadt Sevenoaks liegt in der englischen Grafschaft Kent und ist Verwaltungssitz des gleichnamigen Distrikts. Der Name soll auf die sächsische Bezeichnung „Seouenaca“ für eine Kapelle in der Nähe von sieben Eichen im angrenzenden Knolepark zurückgehen.

## Sehenswürdigkeiten
- Knole House
- Chevening House, Amtssitz des britischen Außenministers und des Vizepremierministers

## Bildung
In Sevenoaks befindet sich ein bekanntes internationales Internat, die Sevenoaks School.

## Partnerstädte
- Pontoise, Frankreich
- Rheinbach, Deutschland

## Verkehrsanbindung

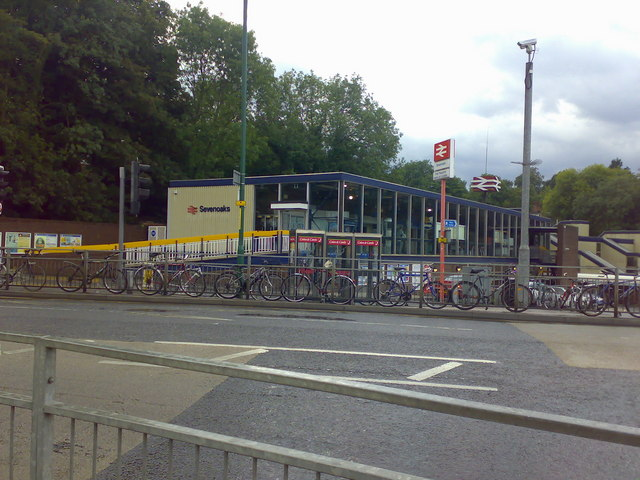
Bahnhof

Die Southeastern Railway bietet vom Bahnhof aus häufige Zugverbindungen zum Londoner Bahnhof Charing Cross.

## Söhne und Töchter der Stadt
- Jeffrey Amherst, 1. Baron Amherst (1717–1797), britischer Feldmarschall, Militärgouverneur von Kanada, Gouverneur der Colony of Virginia und Oberbefehlshaber der britischen Armee
- Vita Sackville-West (1892–1962), Autorin und Mitglied der Bloomsbury Group
- Kenneth Preston (1901–1995), britischer Regattasegler
- Robert Murton-Neale (1907–1977), Autorennfahrer
- Lorenzo Pestelli (1935–1977), französischsprachiger Schweizer Schriftsteller
- Bill Bruford (* 1949), Schlagzeuger
- Charlie Whiting (1952–2019), Motorsportfunktionär, Renndirektor der FIA, Sicherheitsbeauftragter und Leiter der technischen Abteilung der Formel 1
- Sarah Morris (* 1967), amerikanische Künstlerin und Filmemacherin
- Taylor James (* 1980), Filmschauspieler
- Ben Tulett (* 2001), Radrennfahrer